# Нові діти
Нові діти (англ. The New Kids) — американський трилер з елементами жахів 1985 року.

## Сюжет
Під час автокатастрофи у Лорен і Еббі МакВільямс гинуть батьки. У цю важку хвилину їм на допомогу приходять їхні дядько Чарлі і тітка Фей, які пропонують переїхати жити до них. Лорен і Еббі влаштовуються в місцеву школу і допомагають родичам по будинку, які також володіють бензоколонкою і парком розваг. Здавалося б життя стало налагоджуватися, але в школі, де навчаються Лорен і Еббі, орудує зграя підлітків на чолі з Едді Дутрою, яка почала тероризувати не тільки їх, але і будинок їхнього дядька. Лорен і Еббі не залишається нічого іншого, як згадати чого вчив їх батько.

## У ролях
- Шеннон Пресбі — Лорен
- Лорі Локлін — Еббі
- Джеймс Спейдер — Дутра
- Джон Філбін — Гідеон
- Девід Х. МакДональд — Муні
- Вінс Грант — Джо Боб
- Терон Монтгомері — Гордо
- Едді Джонс — Чарлі
- Люсі Мартін — Фей
- Ерік Штольц — Марк
- Пейдж Прайс — Карен
- Корт Міллер — шериф
- Том Аткінс — «Мак» МакВільямс
- Джин Де Бер — Мері Бет МакВільямс